# Кушелєв-Безбородько Григорій Олександрович
Кушелєв-Безбородько Григорій Олександрович (*20 січня 1832, Санкт-Петербург — †20 травня 1870) — письменник, опікун Ніжинського ліцею. Автор «Очерков и рассказов Грицька-Григоренка», критичних статей, повістей. Засновник журналів «Русское слово» і «Шахматний листок».
Мав родинний маєток у Стольному Менського району.
Власним коштом опублікував книгу «Лицей князя Безбородко» (Сакт-Петербург, 1859), та укладені Миколою Костомаровим (випуски 1—2, 4) і Олександром Пипіним (випуск 3) збірники «Памятники старинной русской литературы» (Сакт-Петербург, 1860—1862).
Домовився про запрошення до Росії Александра Дюма і Теофіля Готьє — російські урядовці сподівалися, що їхні книжки про Росію позитивно вплинуть на громадську думку Європи і знівелюють вплив «антиросійської» книжки Астольфа де Кюстіна.
Був разом з Іваном Вернадським одним із фундаторів і чільників петербурзького Шахового клубу. Видавав «Шаховий листок» (1859—1863).